# Smiřice
Smiřice (niem. Smirschitz) – miasto w Czechach, w kraju kralovohradeckim. Według danych z 31 grudnia 2003 powierzchnia miasta wynosiła 1 065 ha, a liczba jego mieszkańców 3 122 osób.

## Historia
Pierwsza pisemna wzmianka o miejscowości pochodzi z 1361 roku, stwierdza że dziedziczką była Eliška ze Smiřic. W 1659 roku Smiřice uzyskały prawa miejskie.

## Demografia
| Rok             | 1970  | 1980  | 1991  | 2001  | 2003  |
| --------------- | ----- | ----- | ----- | ----- | ----- |
| Liczba ludności | 2 653 | 3 118 | 3 084 | 3 145 | 3 122 |

## Miasta partnerskie
- Boguszów-Gorce